# Selektive Permeabilität
Selektive Permeabilität (auch Permselektivität) ist die Eigenschaft insbesondere biologischer Membranen, nur bestimmte Moleküle durchzulassen. Eine solche Membran wird dann selektiv permeabel (lat. selektiv = auswählen; permeabel = durchlässig) genannt.
Der Begriff wird hauptsächlich in der Biologie im Zusammenhang mit der Zellmembran verwendet.
Im Unterschied zu semipermeablen Membranen lassen Biomembranen nur ganz bestimmte Stoffe – das können Ionen oder Moleküle sein – passieren, während andere wiederum blockiert werden. Daher ist in diesem Zusammenhang letztlich der Begriff „selektiv permeabel“ exakter.
Die Ionen oder Moleküle gelangen über Membranproteine durch die Biomembran.